# Kallinathapura, Mysore
Kallinathapura là một làng thuộc tehsil Mysore, huyện Mysore, bang Karnataka, Ấn Độ.